# Lac de Retournemer
 (juillet 2014).
Si vous disposez d'ouvrages ou d'articles de référence ou si vous connaissez des sites web de qualité traitant du thème abordé ici, merci de compléter l'article en donnant les références utiles à sa vérifiabilité et en les liant à la section « Notes et références ».
Le lac de Retournemer est situé dans le département des Vosges, sur la commune de Xonrupt-Longemer. C'est un lac naturel né d'un surcreusement d'origine glaciaire dans la roche granitique : il est traversé par la Vologne. Des mesures biologiques établissent la fragilité de ce milieu montagnard apparemment reculé et la dégradation de la qualité des eaux.

## Caractéristiques
- largeur : 250 m
- longueur : 320 m
- superficie totale : 5,25 ha
- altitude : 776 m
- profondeur moyenne : 11,50 m.

Le bassin versant représente 548 m2 car le lac est au débouché principal de la Goutte de Balveurche, de la Vologne venue de la passe du Collet, elle-même renforcée de la Goutte des Feignes Forie, enfin de la Goutte des Faignes-sous-Vologne.
En aval du lac, la barre granitique formant le verrou est bien visible. En amont du lac, des marmites torrentielles remplies de galets sont des reliquats rocheux attestant de puissants courants sous-glaciaires. Il y a aussi la cascade Charlemagne en remontant les hêtraies jouxtant le cours de la Vologne.
Les proches environs du lac étaient composés autrefois de tourbières et de prairies. Les prairies régressent depuis les années 1950. Mais si ces milieux ouverts résiduels ne sont pas entretenus par l'homme ou broutés par les herbivores domestiques ou sauvages, ils s'appauvrissent ou se modifient radicalement. Il est même parfois difficile d'y trouver des plantes marginales, souvent détestées par les éleveurs d'autrefois sur leurs parcours lorsqu'ils les faisaient pâturer : crocus printanier, chardon fausse bardane, corydale solide, aconit napel, gagée jaune. Les tourbières sont par contre très sensibles aux piétinement et aux drainages. Mais il est paradoxal que l'exploitation d'autrefois (par simples trous longitudinaux) ou la fréquentation occasionnelle des troupeaux à ses bords causaient moins de dégâts que les diverses pratiques touristiques modernes. Les milieux humides entre prairies ouvertes et tourbières tendent à être envahis par des aulnaies, des saulaies, voire colonisés par la renouée du Japon, plante invasive.
Une tourbière flottante ou tremblante remplit progressivement le lac : elle atteste indirectement du phénomène d'atterrissement du lac, c'est-à-dire de son comblement, à côté de rives qui tendent à former des ramifications à bases tourbées recouvertes de sphaignes, il s'agit aussi de peaux principalement végétales, à base de plantes palustres à rhizomes flottants, qui forment parfois des radeaux instables, peu résistants à la pression, susceptibles de dériver avec un courant. En coupe longitudinale, les espèces formatrices sont le ményante à trois feuilles, le comaret, la laîche filiforme. La hauteur est assurée par la colonisation interstitielle de sphaignes, c'est-à-dire entre les rhizomes des plantes palustres citées. Le résultat peut constituer ainsi plusieurs tourbières bombées d'une dizaine à une vingtaine de mètres de diamètre.
Les tourbières, humides et fraîches, véritables éponges à la fois régulatrices et filtre acide des débits d'eaux, abritent des plantes reliques comme la scheuchzérie des marais, le lycopode inondé, la sphaigne de berge. La laîche noire se développe sur les buttes ensoleillées, créant par leur taille de légères proéminences chevelues nommées "têtes de chat". Les plantes insectivores, comme la droséra à feuilles rondes et l'utriculaire, espèces prédatrices adaptées à ces sols pauvres, profitent de la présence d'insectes. Ce milieu humide est une garderie pour les libellules, les papillons, les criquets... Ils attirent de nombreux batraciens adeptes des mares à la bonne saison de reproduction. On constate depuis plusieurs décennies dans les deux vallées dites "Vaux de Vologne" que le nombre des grenouilles se réduit par rapport à celui pléthorique des crapauds.
Les forêts alluviales sur la frange lacustre, parfois modestes en taille, en grande partie récentes mais encore moussues, jouent un rôle d'épuration et de rétention des eaux claires. Elles se distinguent des herbiers rivulaires par l'aulne glutineux, les saules, le populage et l'arum des marais... Les herbes rivulaires comprennent plutôt de la reine-des-prés, du géranium des bois, de la lunaire vivace, de l'impatience noli me tangere, de l'ail des ours...
Le randonneur trouve aujourd'hui moins facilement au voisinage ou dans ces milieux humides au début de l'automne les touffes blanches de la linaigrette. Cette laine blanche des marais, appelée wolle ou wollen en alsacien, s'envolait autrefois au point de blanchir le paysage et de provoquer parfois la création d'espaces féériques qui disparaissaient derrière des voiles cotonneux, plus ou moins discontinus. Les savants du XIXe siècle ont assimilé abusivement Vologne et Wolle, rivière et village (La Bresse) de la vallée des linaigrettes (bresses), dont la touffe cotonneuse ou laineuse (wolle ou laine) était commune au point d'être ramassés par les paysans. Le nom du massif de Hohneck, des vaux de Vologne ressortent plus vraisemblablement de racines désignant la divinité de la Terre gauloise, Wellaôna ou Wellauna, assimilée par le syncrétisme gallo-romain en Vellona ou, dans le monde germanique, en Ertha. Le lac de Retournemer correspond, dans les plus vieilles histoires paysannes souvent adoucies par la modernité, à l'équivalent d'un premier lac d'Ertha légendaire. Il est situé sous le Falimont. Il ne faudrait pas pour autant se limiter à une interprétation religieuse. Il s'agit des sources sommitales de ce massif château d'eau à l'origine de la Moselotte, de la Vologne et de la Meurthe. Le nom primitif de ce lac explique aussi le choix tardif de la Vologne, pour désigner le cours d'eau qui en sort.

## Hydronymie
Le nom de la localité est attesté sous la forme Retondemeix (XIVe siècle) et le lac sous la forme Retournemer (1770).
Il s'agit d'une paire toponymique / hydronymique d'un type fréquent dans la toponymie française avec un élément -meix variante graphique de mais, metz, etc. « maison » et -mer « lac, étendue d'eau » issu du germanique occidental *mari / *meri. Le premier élément Retonde- « rond, arrondi » devait s'appliquer à l'origine au lac, par opposition avec le lac de Longemer de forme allongée.

## Formation de la vallée des lacs
Au cours du Quaternaire, le massif vosgien a connu des glaciations successives, mais c'est pendant la dernière phase, celle de la glaciation de Würm (80 000 à 10 000 ans av. J.-C. environ) que sont nés les trois lacs : 
- le premier, le lac de Retournemer est un lac de cirque glaciaire, il est le résultat d'un surcreusement glaciaire sur zone schisteuse plus tendre à l'ouest du granite des crêtes, le barrage est un surélévement en granite du Valtin qui caractérise le soubassement des environs (prairies, forêts) du lac suivant;
- le deuxième, le lac de Longemer barré par des moraines occupe un bassin creusé dans un lieu d'écoulement de l'ancien glacier ;
- le troisième, le lac de Gérardmer est retenu par une moraine terminale, en réalité un amas de matériaux glaciaires et fluviales remaniés, notamment par des effondrements de dépôts morainiques latéraux, bloquant définitivement la vallée naturelle qui est celle du Tholy vers l'aval. Son émissaire, la Jamagne, passe par l'amont de cette vallée.

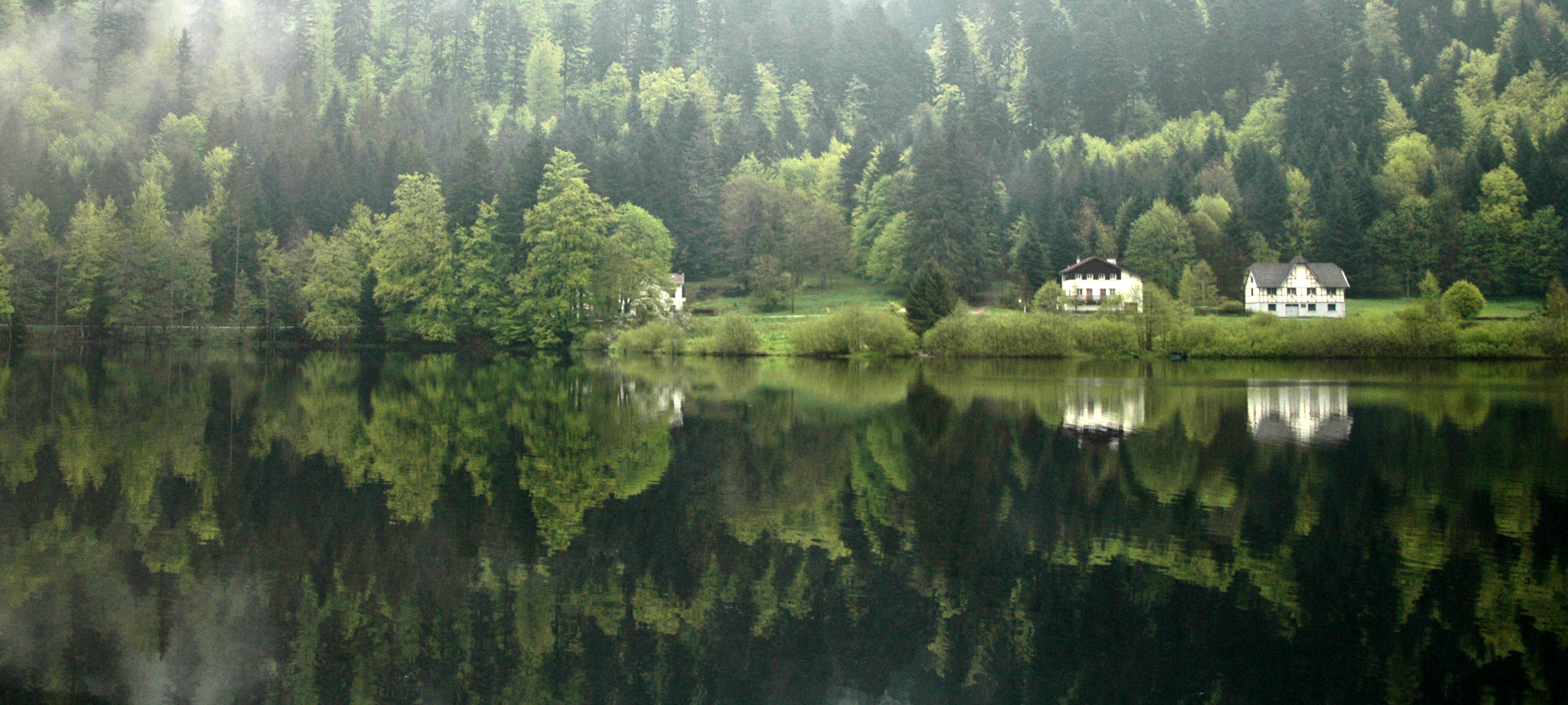
Les abords du lac.

## Qualité écologique des eaux
Le petit lac de Retournemer possède paradoxalement la qualité écologique la plus mauvaise parmi les trois lacs. Le botaniste et forestier Henri Fliche ne semblait pas s'émerveiller en 1879 devant ce que nous appellerions aujourd'hui une exceptionnelle biodiversité de ces lieux à la fois humanisés et sauvages, en particulier devant les herbiers aquatiques des trois lacs, incluant nénuphars nains, isoètes et litonelles. En 1947, le biologiste et limnologue Étienne Hubault constatait un état d'anaérobie persistant en profondeur du lac de Retournemer et anticipait la régression des herbiers sains.
Les analyses de la campagne 2001 confirme l'hyper-sensibilité environnementale de ce lac à la fois :
- dystrophique ,
- démictique, c'est-à-dire à faible brassage global malgré un renouvellement d'eau de 39 fois sa contenance, mais limité à ces quelque 5 ha de surface, L'oxygène est absent en dessus de 8 mètres de profondeur.
- à eau froide de l'ordre de 9 °C (précisément stable 8,5 °C en profondeur)
- à eau originellement très oligo-mésotrophe (faible teneur en éléments C, N, P), devenue saline en profondeur. Dans la vase, la teneur en N et P bondit. L'eau est désormais turbide, à faible transparence.
- à eau dorénavant saumâtre. En cinquante années, la teneur en NaCl ou chlorure de sodium au fond du lac a été multipliée par trente. Les mesures de salinité en prélèvements de surface passent de 5 mg/l en 1950 à 49 mg/l en 2001. Les 35 kilomètres de routes goudronnés du bassin versant, dégagées des neiges hivernales par environ 250 tonnes de sels par an, expliquent banalement cette salinité[10]. Il y a aussi les impuretés et composants du sel de déneigement qui arrive par les cours d'eau ou par le bord de la chaussée passant à droite du lac, à savoir différents chlorure et sulfate de potassium ou d'alcalino-terreux, des composés à base de Mg, Br, Cu ou des additifs antiagglomérants connus du sel comme l'hexacyanoferrate de potassium.
- la réduction dramatique des espèces de phytoplancton, de 243 espèces en 1950 à 106 espèces en 2004, avec l'apparition d'espèces salines.
- la chute des desmidiacées de 83 % en 1952 à 12 % en 2002, confirmant que le lac est désormais l'équivalent d'une station d'épuration très fragile traitant des eaux déjà usées.
- l'annihilation des herbiers anciens et la régression des herbiers à nénuphars.

Il faut aussi signaler la pollution piscicole ancienne, surtout après 1875, date d'une installation piscicole et puis vers 1900, à l'origine dorénavant d'espèces de pisciculture invasives. La "truite du lac", c'est-à-dire la fario, a été concurrencée par des espèces piscicoles, d'abord lote, vairon, chabot, puis vers 1900, l'invasion non maîtrisée du brochet, de la perche et la carpe, bientôt renforcée au cours du XXe siècle après le déclin des premières espèces citées, par le gardon, le rotengle, la chevesne et la tanche.
La dégradation de qualité des eaux lacustres ou des rivières d'amont, ainsi que celle du milieu montagnard environnant, explique pour les naturalistes avertis la raréfaction des larves d'Epéorus, ainsi que celles des autres Heptagénéidés. Inquiétante, la baisse drastique en soixante années de la population de crustacés amphipodes, tels le minuscule crustacé herbivore Gammare et les autres Gamaridés, indique une capacité de régénération affaiblie du milieu lacustre pollué.

## Accessibilité
Le lac est situé au bord de la route départementale no 67 qui joint Xonrupt, puis les abords orientaux du lac de Longemer au col des Feignes sous Vologne, à l'entrée de la commune de La Bresse. Depuis l'ancienne chaume de Balveurche ou, plus bas, depuis la roche du Diable sur la route départementale 417, deux points de vue remarquables sur la haute vallée de la Vologne, un petit sentier pédestre permet d'accéder au lac et au col des Feignes.

## Histoire du bassin versant de Retournemer-Haute Vologne
- Il y a 10 000 ans disparition des glaciers de calotte et amoindrissement des champs de neige remplissant les vallées.
- Il y a 8 500 ans, la régression totale des glaciers en fond de vallée commence à laisser la place à un paysage humide tempéré, où feignes et mousses s'installent en épaisses couches, à côté de forêts de pins et de bouleaux, marquant les zones sommitales, asséchées ou drainées naturellement.
- Il y a 5000 ans début de l'occupation agro-pastorale du site, après une occupation extensive et probablement uniquement pastorale.
- VIe siècle : mise en place des forestaria mérovingiennes ou foresteries royales.
- Xe siècle : suppression graduelle des foresteries carolingiennes (administrées officiellement au IXe siècle par des abbayes royales) par l'administration comtale d'obédience othonide, qui en attribue sous contrôle la gestion directe à l'abbaye impériale de Remiremont (sur les bassins versants de la  Vologne et de la Moselle).
- 1475 Première mention dans les archives des chanoinesses de Remiremont d'un bail de la ferme du lac de Retournemer. Cette exploitation paysanne préexiste au bail, se situe au terme d'un libre parcours à bovins venant de la basse vallée, d'où le lieu-dit Retournemer.
- 1840 Grande tempête détruisant une partie des forêts du bassin versant et laissant des chablis pour plusieurs années. L'idée germe d'un chemin pour en faciliter la vidange.

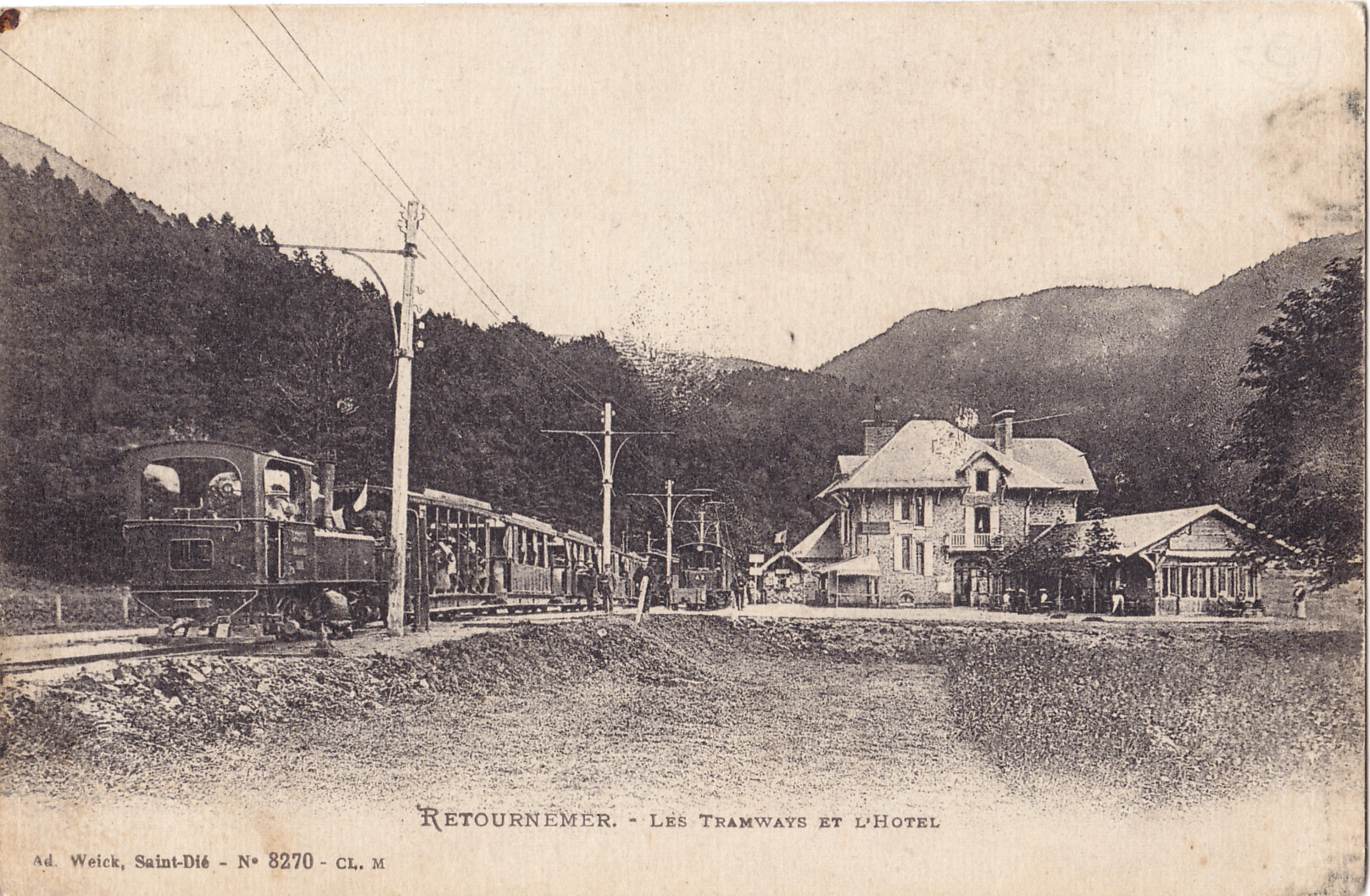
Les tramways et l'hôtel
(carte postale Adolphe Weick).

- 1844 Construction du chemin vicinal des Dames entre Retournemer et la passe du Collet.
- 1860 Construction de la route de la Schlucht, accédant au col homonyme et à la vallée de Munster. Cette route passe sur les hauteurs du bassin versant.
- 1897 installation de train à crémaillère, puis de tramway entre Retournemer-Le Collet-La Schlucht- La Wormsa.
- 1902 Ouragan, importance des bois chablis sur les aménagements forestiers.
- 1913-1918 : le tram est militarisé par le corps du Génie français, qui construit aussi pendant le conflit la "route des Crêtes".
- Année 1950 et 1960 : essor du transport routier, début d'un débardage motorisé destructeur des chemins.
- fin 1999 Tempête Lothar, détruisant les plantations ONF monospécifiques trop fragiles.

## Documentation
- Exposition pédagogique "Retournemer, un site remarquable, une fragilité insoupçonnée" présentée au FIG 2014 (IUT Saint-Dié, du 3 au 5 octobre 2014) par l'association naturaliste CINCLE.
- Carte topographique colorée
- Dossier du site inscrit et classé
- Lac et cascade par la balade